# Esteban González Pons
Esteban González Pons (Valencia, 21 agosto 1964) è un politico spagnolo.
Iscritto al Partito Popolare, è vicepresidente del Parlamento europeo dal luglio 2024. 

## Carriera
Entra in politica nel 1993 quando entra al Senato di Spagna in rappresentanza della provincia di Valencia, divenendo inoltre il più giovane membro del Senato. Rimane in quel ruolo fino al 2003 quando si dimette per andare a ricoprire il ruolo di ministro della cultura, dell'istruzione e dello sport della Comunità Valenciana. Nel 2008 viene eletto per la prima volta al Congresso dei Deputati da capolista del Partito Popolare nella regione di Valencia.
Nel 2014 si candida alle elezioni europee, secondo nella lista del PP dopo Miguel Arias Cañete, e viene eletto al Parlamento europeo, dove entra nelle commissioni per i bilanci e per gli affari costituzionali. González Pons viene inoltre nominato capodelegazione del Partito Popolare al Parlamento Europeo. Viene rieletto alle elezioni del 2019 e diviene vice capogruppo del PPE.
Nel 2023 si candida alle elezioni generali spagnole venendo rieletto al Congresso dei Deputati e lasciando quindi il Parlamento europeo, a cui ritorna però l'anno dopo partecipando alle elezioni europee del 2024. Per la X legislatura viene eletto vicepresidente del Parlamento europeo con 478 voti